# سنجاب خاکستری شرقی
سنجاب خاکستری شرقی (نام علمی: Sciurus carolinensis) نام یک گونه از سرده سنجاب است.